# Catastrophe ferroviaire de Moorgate
La catastrophe ferroviaire de Moorgate est un accident survenu le 28 février 1975 sur la Northern City Line, dans le métro de Londres. Alors qu'un train arrive à son terminus à la station Moorgate, celui-ci ne s'arrête pas et fonce dans le cul-de-sac à pleine vitesse. Les voitures s'encastrent les unes dans les autres et la motrice de tête est complètement compressée contre le mur du tunnel. On dénombre 43 morts et 74 blessés, ce qui en fait la pire catastrophe survenue dans le métro de Londres en temps de paix.
Les opérations de secours ont duré six jours au total et ont mobilisé 1324 pompiers de la London Fire Brigade, 240 policiers, 80 ambulanciers, 16 médecins et de nombreux volontaires. Les sauveteurs doivent souvent découper des morceaux de tôle imbriqués pour libérer les passagers pris au piège. Les opérations sont compliquées par la profondeur de la station, l'obscurité et la température élevée qui règnent dans le tunnel.
L'enquête a démontré que le train accidenté ne présentait pas de défaillances techniques et a conclu à la responsabilité du conducteur, âgé de 56 ans, Leslie Newson. Son autopsie n'a cependant révélé aucun problème de santé et le taux d'alcool prélevé dans son sang — 80 mg/ 100ml, soit le taux maximal autorisé au volant au Royaume-Uni — demeure sujet à controverse, la décomposition du corps pendant la durée des opérations de secours pouvant en être à l'origine. La cause de l'accident demeure donc inconnue à ce jour, certains évoquant l'hypothèse d'un suicide ou bien d'un ictus amnésique ayant paralysé le conducteur.

## Contexte
En 1975, le métro de Londres compte environ 400 km de voies et transporte quotidiennement près de 3 millions de passagers. Il est alors considéré comme l'un des moyens de transport les plus sûrs en Grande-Bretagne : mis à part les suicides, le seul accident majeur survenu depuis 1938 était celui de Stratford en 1953, dans lequel 12 personnes avaient péri.
La station Moorgate, desservant la City de Londres, est le terminus méridional de la Northern City line qui fait alors partie intégrante du métro de Londres. La station dispose de plusieurs quais souterrains qui sont numérotés de 7 à 10, les numéros 9 et 10 étant dévolus à la Northern City line. Le terminus de la ligne est en cul-de-sac, si bien que les tunnels aboutissent sur un mur quelques mètres seulement après la station. Sur chaque voie la fin du tunnel est marquée par un signal rouge. Une double sécurité est censée être assurée contre les collisions grâce à un lit de sable et un heurtoir, dont le système hydraulique est toutefois hors service. La Northern City line ayant été historiquement conçue au gabarit des trains nationaux, le diamètre des tunnels est supérieur à la normale, ce qui laisse apparaître un espace entre les trains et le plafond du tunnel. Avant d'atteindre Moorgate, les trains entament une descente de 6,6 pour mille qui se poursuit par un palier de 71 m de long, puis franchissent des aiguilles croisées permettant de se diriger sur l'un des quais. La vitesse d'entrée dans la station est limitée à 24 km/h, contre 64 km/h sur le reste de la ligne.
Depuis 1966, la ligne est équipée de trains 1938 Stock composés de deux éléments de trois voitures. Les rames sont examinées en intégralité toutes les six semaines et leurs bogies sont examinés par levage une fois par an.

## L'accident
Le matin du 28 février 1975, le premier service de la Northern City line est assuré par Leslie Newson, un conducteur de 56 ans travaillant chez London Transport depuis 1969. Newson est décrit par ses collègues comme un homme prudent et responsable. Il part au travail avec 270 £ en poche dans le but d'acquérir un véhicule pour sa fille. Avant son service, Newson partage une tasse de thé avec un collègue et son comportement semble apparemment normal.
Le premier trajet, qui quitte Drayton Park pour Moorgate à 6 h 30, se déroule sans incident. Robert Harris, le chef de train, âgé de 18 ans, est en retard et doit être remplacé à son poste par un conducteur attendant de prendre son service. Il ne rejoint le train qu'à 6 h 53, à l'arrivée de la rame à Moorgate. Newson et Harris effectuent alors trois voyages avant de quitter pour la dernière fois Drayton Park à 8 h 38. Ce vendredi, à l'heure de pointe, le train transporte environ 300 passagers, dont la majorité sont des banlieusards. La sortie à Moorgate étant située en tête du train, les voyageurs ont l'habitude de monter en tête, si bien que les deux premiers wagons sont particulièrement chargés. Par un heureux hasard, les élèves de la City of London School for Girls, habituées à emprunter la ligne, sont en congé ce jour-là. 
Après le départ d'Old Street, dernière station avant Moorgate, Robert Harris s'ennuie et quitte son poste dans l'espoir de trouver un journal dans la loge de queue. N'en ayant pas trouvé, il ne regagne pas pour autant son poste et lit les publicités sur les murs à l'arrière du train.
À 8 h 46, le convoi arrive à Moorgate, mais ne freine pas. Harris, absent de son poste, ne peut pas enclencher le freinage d'urgence. Le train traverse la station à la vitesse de 48 à 64 km/h sans que le courant ait le temps d'être coupé. Selon les témoignages des passagers à quai, Newson semble alors regarder droit devant lui, les mains sur les commandes, et n'a pas le réflexe naturel de lever ses mains pour protéger son visage.
À l'impact avec le tampon hydraulique, la première voiture se soulève de ses bogies, s'écrase sur le mur du tunnel et finit pliée en deux, partiellement encastrée dans le plafond. La deuxième voiture vient s'écraser sur la première et la troisième vient se loger au dessus de la deuxième. Un nuage de suie noire accumulée dans les parois du tunnel se dégage et envahit les quais.

## Opérations de secours
Le premier appel au secours est passé 8 h 48. La première ambulance arrive sur les lieux à 8 h 54, suivie par les pompiers de Londres à 8 h 57. Au même moment, la police de la City prévient le St. Bartholomew's Hospital qu'une collision ferroviaire a eu lieu à Moorgate, sans toutefois connaître encore l'ampleur de la catastrophe. L'hôpital envoie un groupe de reconnaissance, suivi 15 minutes plus tard d'une équipe de réanimation. Une équipe de deux médecins et deux infirmières, dirigée par le Dr. Donald Dean, arrive également dans la station pour prêter main-forte et constitue la première assistance médicale présente sur les lieux. Rapidement, Dean se rend compte que le stock d'antidouleurs dont ils disposent est très insuffisant et se rend à la pharmacie la plus proche pour se procurer de la morphine et de la péthidine. Ayant enfin constaté l'ampleur des dégâts, les pompiers décrètent avoir affaire un « Accident Majeur » et appellent plusieurs camions et ambulances supplémentaires.
Aux alentours de 9 h, le dernier blessé est retiré du troisième wagon. À 9 h 30 les rues autour de Moorgate sont fermées à la circulation, afin de ne pas barrer la route aux ambulances amenant les blessés à l'hôpital. Les pompiers, estimant qu'une cinquantaine de personnes sont encore bloquées sous les décombres, se préparent à des opérations prolongées et appellent l'ensemble des casernes londoniennes en renfort. Afin de libérer les blessés, ils n'hésitent pas à découper des morceaux du plafond et du plancher des voitures, devant parfois ramper à travers les débris. À 10 h, une équipe médicale du London Hospital arrive sur les lieux de la catastrophe et installe un bloc opératoire de fortune sur le quai adjacent. 
Les opérations sont compliquées par la profondeur des quais qui se situent à 21 m sous la surface, obligeant à descendre le matériel de secours et empêchant les communications radio avec l'extérieur. Les messages sont donc passés oralement, ce qui conduit à plusieurs malentendus. Les conditions de travail deviennent de plus en plus dures au fil des heures. La station est effet envahie par la suie et le sable projetés lors de la collision tandis que les lampes et les fers à souder utilisés par les pompiers font monter la température à près de 49 °C dans la station. La ventilation des quais devient par ailleurs problématique du fait que l'air est habituellement renouvelé au passage des trains, grâce à un effet piston dans le tunnel. Le service étant interrompu depuis l'accident, l'air a donc arrêté de circuler et l'oxygène se fait de plus en plus rare.
À 12 h, seuls cinq survivants doivent encore être extraits de la carcasse, puis seulement deux à 15 h 15 : Margaret Liles, une policière de 19 ans, et Jeff Benton, employé à la Bourse de Londres. Les pompiers passent plusieurs heures à tenter de libérer Benton mais finissent pas comprendre qu'il est nécessaire de dégager la jeune femme en premier, au prix d'une amputation de son pied gauche. À 22 h, Benton est enfin libéré des décombres. Après avoir ordonné le silence pour déceler d'éventuels appels à l'aide, les secouristes établissent qu'il ne reste plus aucun survivant. Deux rescapés sont sauvés grâce au bouche-à-bouche, mais deux autres décèdent du syndrome de compression peu après leur extraction. Jeff Benton meurt également du syndrome de compression le 27 mars 1975, malgré des signes de rémission. 